# ال ای نایت
شاون ریکر (به انگلیسی: Shaun Ricker ، زاده ۱ نوامبر ۱۹۸۲) یک کشتی‌گیر حرفه‌ای آمریکایی است. او در حال حاضر با کمپانی دبلیودبلیوئی قرار دارد و با نام رینگی اِل اِی نایت (به انگلیسی: LA Knight) کشتی می‌گیرد.  ریکر همچنین به‌ خاطر حضور در کمپانی ایمپکت رسلینگ با نام الی دریک نیز شناخته می‌شد. او همچنین مهارت زیادی در پرومو دارد به طوری که تمام تماشاگران را با خود همراه میسازد.
!YEAH